# Красна Поляна (Бариський район)
Красна Поляна (рос. Красная Поляна) — село в Бариському районі Ульяновської області Російської Федерації.
Населення становить 148 осіб. Входить до складу муніципального утворення Ленінське міське поселення.

## Історія
Від 2004 року входить до складу муніципального утворення Ленінське міське поселення.

## Населення
| 1913 | 1996 | 2010 |
| ---- | ---- | ---- |
| 911  | ↘305 | ↘148 |